# Jacques-François Begouën
Jacques-François Begouën, 1er comte Begouën (Petit-Goâve à Saint-Domingue, 29 décembre 1743 - Gruchet-le-Valasse, 17 octobre 1831) est un négociant, armateur, négrier, planteur esclavagiste et homme politique français.
Il est très impliqué dans le commerce triangulaire et l'esclavagisme.

## Biographie

### Vie privée
Jacques-François Begouën est né en 1743 à Petit-Goâve, dans l'île de Saint-Domingue (actuelle Haïti). Il est le fils de Guillaume Claude Vincent Begouën, négociant au Havre, et de Marie Berger, et le petit-neveu de M. Begouën de Meaux, originaire du Poitou, qui est venu fonder une importante maison d'armement au Havre en 1725. Il fut élevé en France par son oncle qui lui donne la direction de la Maison Begouën en 1772.
Il est le père de André Begouën-Demeaux, maire du Havre de 1821 à 1830, démissionnaire à la révolution de Juillet, le grand-père de Pierre Arthur Foäche et l'arrière grand-père de Henri Begouën.
Les papiers personnels de Jacques-François Begouën sont conservés aux Archives nationales sous la cote 442AP

### Vie publique
Il développe parallèlement à son activité de négociant et armateur négrier au Havre, diverses fonctions. Il fut nommé en 1764 procureur de Roi au grenier à sel du Havre, puis pourvu en 1785 de l'office anoblissant de secrétaire du roi en la Chancellerie près le Parlement de Normandie. En 1775, il défend à Versailles un projet d'agrandissement du port du Havre.
Par la suite il se déclare avec modération pour les principes de la Révolution, est élu, le 25 mars 1789, député du Tiers état aux États généraux pour le bailliage de Caux, et se fait remarquer à l'Assemblée dans plusieurs discussions spéciales sur des questions commerciales, coloniales et financières. Il assiste au serment du jeu de paume (juin 1789).
Son modérantisme le rend suspect en 1793 ; il est incarcéré, avec plusieurs habitants du Havre, au château de Nointot, près de Bolbec.
Rendu à la liberté après le 9 thermidor, il ne s'occupe, sous le Directoire, que de son commerce ; mais il accepte de Bonaparte, après le 18 brumaire, divers titres et dignités.
Nommé conseiller d'État, le 3 floréal an XI, chevalier de la Légion d'honneur, le 9 vendémiaire au XII, et commandeur du même ordre, le 25 prairial, il est fait en outre (1808) chevalier et comte de l'Empire. 
Il est le premier président de la Chambre de commerce et d'industrie du Havre entre 1802 et 1814 avant d'être remplacé par Michel Delaroche.
Begouën signe l'avis du conseil d'État portant que le comte Frochot, préfet du département de la Seine, avait « manqué de fermeté » dans la conspiration de Malet, en 1812. Cette attitude ne l'empêche pas de se prononcer deux ans plus tard, le 11 avril 1814, pour la déchéance de Napoléon.
Rallié aux Bourbons, il refuse, dit-on, lors du retour de l'île d'Elbe, de se rendre aux instances de l'empereur qui le pressait de rentrer au Conseil d'État.
Il ne revient aux affaires qu'après les Cent-jours, comme conseiller d'État, membre de la section de la marine et des colonies, puis comme président (1816) du collège électoral de la Seine-Inférieure, qui le nomme député, le 4 octobre. Bégouën siège au centre.
En 1818, il est chargé, comme conseiller d'État, de défendre à la Chambre des pairs le projet de loi sur la Banque de France, qui est adopté.
Admis à la retraite et au titre de conseiller d'État honoraire en 1820, il se retire dans sa propriété du château du Valasse, près du Havre, où il passe les dernières années de sa vie.

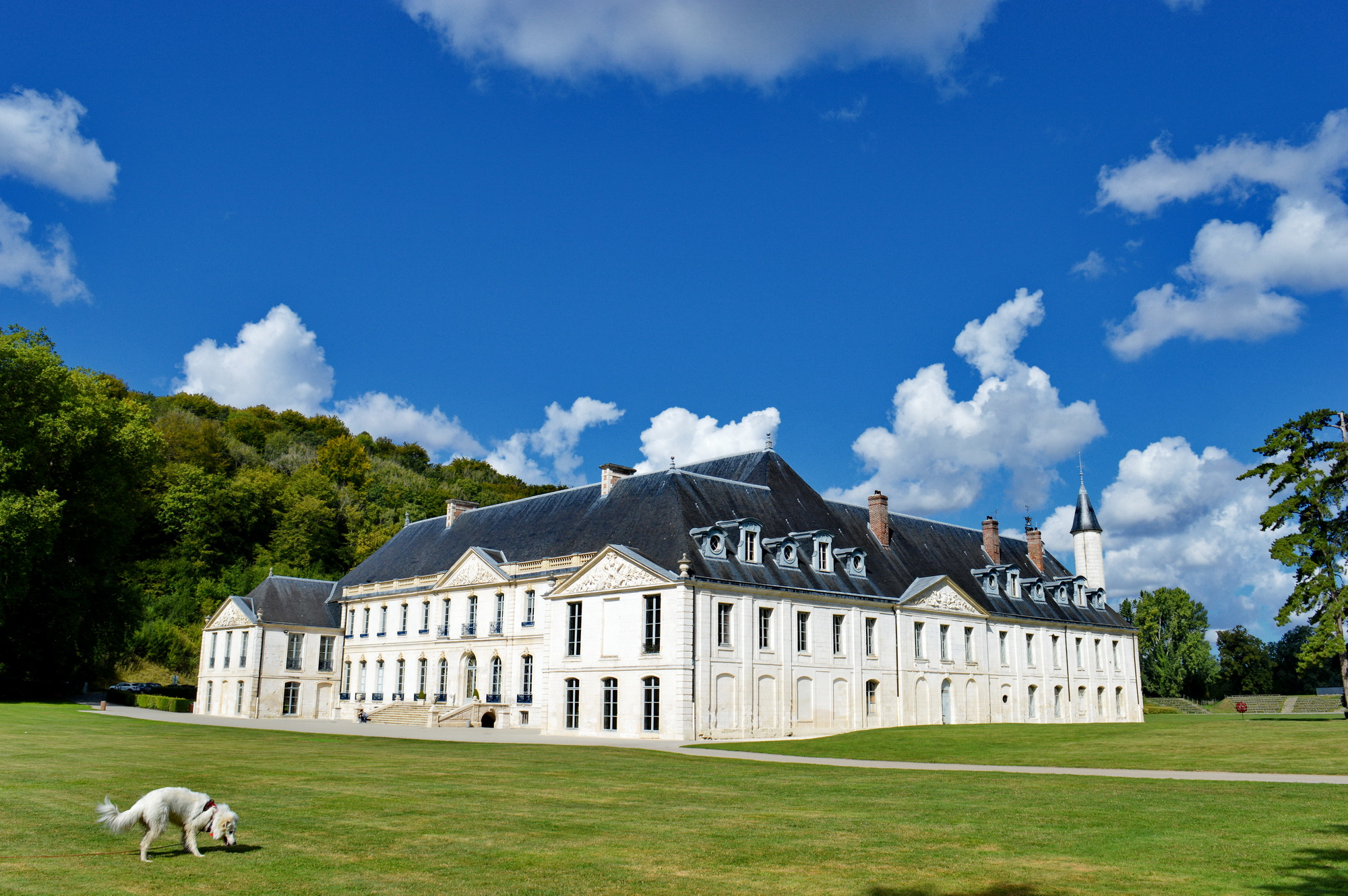
Château du Valasse, dernière demeure de Jacques-François Begouën.

### Activité de négoce et traite négrière
Jacques-François Bégouën, à la tête d’une maison florissante faisant commerce avec l’Afrique et les Iles, est la figure emblématique du lobby négrier havrais et du club Massiac. Après avoir été délégué par le négoce havrais lors des conférences tenues par le ministre Sartine en 1775, il est le rédacteur des cahiers de doléances des armateurs et négociants du Havre, puis député à la Constituante. Nommé au Comité des colonies en mars 1790, il joue un rôle décisif dans l’adoption du décret du  8 mars 1791, qui assure, en excluant les colonies de la Constitution, la pratique de la traite et le maintien de l’esclavage.
Il possédait également deux habitations agricoles à Saint-Domingue (actuelle Haïti). En 1826, il reçoit même une indemnité de 46 855 Francs or, pour compenser le préjudice causé par la perte des deux propriétés qu'il y possédait, et qu'il a perdues à la suite des révoltes des esclaves ayant mené à l'indépendance de l'ancienne colonie en 1804.

## Famille

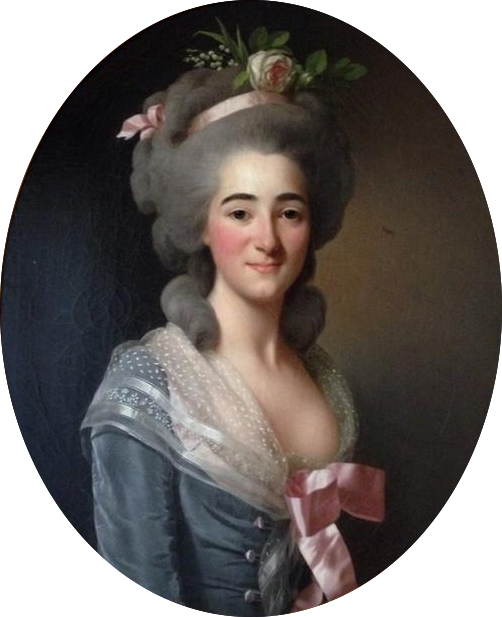
Portrait de son épouse Jeanne Mahieu, peinte par Alexander Roslin (Maison de l'armateur, Le Havre).

Il épouse, le 2 juillet 1776, Jeanne Mahieu, fille de Pierre-Louis Mahieu et de Jeanne Huré. Ils ont dix enfants :
- André Begouën-Demeaux, 2e comte Begouën (5 janvier 1778 - 3 mai 1866) épouse Louise Flore Foäche (17 avril 1786 - 2 juillet 1856), dont descendance ;
- Henriette Begouën (8 avril 1780 - 17 avril 1825) épouse Martin Foäche (6 avril 1770 - 8 juin 1838), dont descendance ;
- Maxime Begouën (18 janvier 1782 - 23 février 1802), célibataire, sans enfants ;
- Victor Begouën (16 septembre 1784 - 10 janvier 1804), célibataire, sans enfants ;
- Françoise Fanny Begouën (16 mai 1786 - 25 octobre 1807) épouse Jules Foäche (12 novembre 1777 - 30 avril 1845), sans descendance ;
- Caroline Begouën (3 novembre 1789 - 7 janvier 1806), célibataire, sans enfants ;
- Paul Begouën, 1er comte Begouën (21 décembre 1791 - 5 mai 1869) épouse Napoline de Caffarelli (6 février 1804 - 31 août 1871), dont descendance ;
- Julie Begouën (2 août 1794 - 28 mai 1838) épouse Louis-Augustin de Graveron (1er octobre 1784 - 25 octobre 1831), dont descendance ;
- Alexandrine Adine Begouën (3 janvier 1796 - 8 novembre 1841) épouse Charles Arthur Foäche (1er juin 1788 - 3 mai 1873), dont descendance ;
- Charles Begouën, Begouën (20 décembre 1799 - 7 août 1881) épouse Caroline de Simard de Pitray (26 avril 1816 - 24 novembre 1910), dont descendance ;

## Distinctions

### Décorations
- Commandeur de la Légion d'honneur (25 prairial an XII (14 juin 1804))[7]

### Hommages
Son nom a été donné à une rue du quartier Félix-Faure au Havre, par le maire Jules Ancel, lui-même petit-fils de négrier.
Depuis le 6 mai 2024, un panneau explicatif posé par la mairie à la demande de l'association Mémoires & Partages rappelle les liens entre la famille Begouën et l'esclavage,.